# Trypeta sumptuosa
Trypeta sumptuosa är en tvåvingeart som först beskrevs av Erich Martin Hering 1938. Trypeta sumptuosa ingår i släktet Trypeta och familjen borrflugor.
Artens utbredningsområde är Myanmar. Inga underarter finns listade i Catalogue of Life.